# Detective Ritual
Detective Ritual (探偵儀式) est un manga écrit par Eiji Ōtsuka et dessiné par Chizu Hashii, d'après une idée originale de Ryūsui Seiryōin. Il a été prépublié dans le magazine Monthly Shōnen Ace de l'éditeur Kadokawa Shoten, et a été compilé en un total de six volumes. Il est publié en français en intégralité chez Pika Édition. 